# Contaminación digital
Se le denomina contaminación tecnológica
al exceso de emisión de sustancias contaminantes y al uso de infraestructura física para el funcionamiento de plataformas digitales. Esto, acaba provocando un gran gasto de energía y terminan teniendo un impacto para el medio ambiente. Para que se puedan enviar correos electrónicos, internet, buscar a través del navegador, utilizar las redes sociales o cualquier otra acción que requiera estar conectado a la red web, se necesita el uso de una infraestructura física , es decir, cables, antenas y mucho soporte técnico, que puedan generar grandes cantidades de energía  por segundo. Este hecho hará que también se liberen grandes emisiones de dióxido de carbono agravando lo del carbono de la Tierra.

## El problema
La utilización de las nuevas tecnologías para una comunicación “on-line” más eficaz puede parecer una forma más sostenible comparada con otros medios, debido a que, el almacenamiento y transmisión de la información es “transparente e invisible”. Sin embargo, para poder accionar digitalmente, las infraestructuras que se han comentado anteriormente, deben estar permanentemente encendidas utilizando unas instalaciones con sistemas refrigerantes adecuados para que puedan hacer su función de generar energía en cualquier momento que el usuario desee . El problema es que esa energía que proporcionan, es energía de fuentes no renovables que provienen de combustibles fósiles. Esto hace que se liberen grandes emisiones de dióxido de carbono agravando la huella de carbono de la Tierra. Se calcula que la polución digital genera el 4% de las emisiones globales de dióxido de carbono, incluso más que el que genera el transporte aéreo civil según un informe publicado por The Shift Project. Sin embargo, puede parecer una cifra reducida, pero viendo el avance tecnológico de la sociedad y tomando en cuenta que son millones de personas con acceso a estas plataformas digitales, la contaminación digital es bastantemente significativa. Se estima que en 2030 la contaminación podría aumentar hasta diez veces más que los niveles actuales.

## Cantidades de emisiones de CO2
En 2019, la Agencia Francesa del Medio Ambiente, realizó un estudio en el que se llegó a la conclusión de que un mensaje de correo electrónico compuesto por 1 megabyte, emite una media de 19 gramos de CO2. Así que, dado que más o menos se envían un total de 293 000 000 000 (doscientos noventa y tres mil millones) de mensajes de correo electrónico al día, la cantidad de emisiones de CO2 es inmensa.
Otro estudio realizado en 2016 por las universidades de Glasgow y de Oslo, informó que las plataformas digitales dedicadas al servicio de “streaming” de música también son unas de las que contaminan más. Se llegó a esta conclusión ya que al analizar el consumo de música online durante ese año en Estados Unidos, se produjeron un total de 350 millones de kilogramos de gases que acabaron en la atmósfera contaminando todo el planeta Tierra.
Sin embargo, el servicio electrónico que consume más energía es el uso de las criptomonedas bitcoins. Un estudio realizado en 2017, apunta que el uso de este tipo de monedas digitales generaron 69 millones de toneladas de gases contaminantes.

## Solución para reducir la contaminación digital
Las plataformas digitales han mejorado la vida del ser humano facilitando su comunicación entre sí. Así que, a pesar de las consecuencias que éstas producen, no se trata de dejarlas de utilizar y desconectarse del internet por completo, sino de utilizarlas de forma responsable.
Por ello, debe tenerse en cuenta que, el 80% de los correos electrónicos recibidos forman parte del apartado de “spam” y aunque sean mensajes no deseados para el receptor, éstos siguen estando almacenados en internet y consumiendo energía. Así que una de las posibles soluciones sería mantener una bandeja de entrada del correo electrónico bien organizada y eliminar todos esos mails no deseados. Otra cosa que pueden hacer los usuarios es preferir el Wifi antes que el 4G, ya que este último utiliza 23 veces más energía que la conexión vía Wifi.
Además, los expertos apuntan a otras soluciones más globales y efectivas como podría ser la utilización de energías renovables para generar la energía necesitada en las grandes infraestructuras eléctricas.
Un informe publicado por la organización ecologista Greenpeace, destacó la necesidad urgente de que las grandes empresas tecnológicas cambiaran las fuentes por donde obtienen la energía hacia unas renovables y de esta forma conseguir unas plataformas digitales sostenibles con el medio ambiente. "El objetivo de estos estudios no es pedir la desconexión de internet, sino concienciar a los usuarios de que hay detrás de nuestros hábitos de consumo y presionar a esta industria en plena expansión para que se comprometa con las energías renovables", informó María Prado, responsable de la campaña de energías renovables de Greenpeace. "Ya no sirve de excusa de que las empresas asuman un compromiso verde, necesitamos que se tomen medidas reales para conseguir que la huella ecológica de estos servicios sea lo más pequeña posible", añade.
Siguiendo el ejemplo de Greenpeace, empresas como Facebook, Google y Apple utilizan ya la mitad de sus servidores a partir de energías renovables. Pero, en cambio, otras compañías como Netflix, HBO y Vimeo siguen utilizando fuentes no renovables que empeoran la huella ecológica.
La ecología digital, también conocida como Green Tech, es otra disciplina que relaciona los factores humanos con el ecosistema y que está poniendo en práctica un estudio para analizar y construir nueva tecnología digital que consuma menos energía para que no impacte en el medio ambiente.